# Dunedin
Dunedin (maorsky Ōtepoti) je druhé největší město na Jižním ostrově Nového Zélandu a centrum regionu Otago. Z geografických, historických a kulturních důvodů je pokládáno za jedno z pěti hlavních sídel země. Čtyři další nejdůležitější města Nového Zélandu jsou Auckland, Wellington (hlavní město), Christchurch a Hamilton. Do roku 2010, kdy byl po administrativní změně předstižen Aucklandem, byl Dunedin největším městem podle rozlohy. Před rokem 1900 mělo toto město i nejvíce obyvatel. K 30. červnu 2014 dosáhl počet obyvatel Dunedinu 124 600.

## Historie a popis

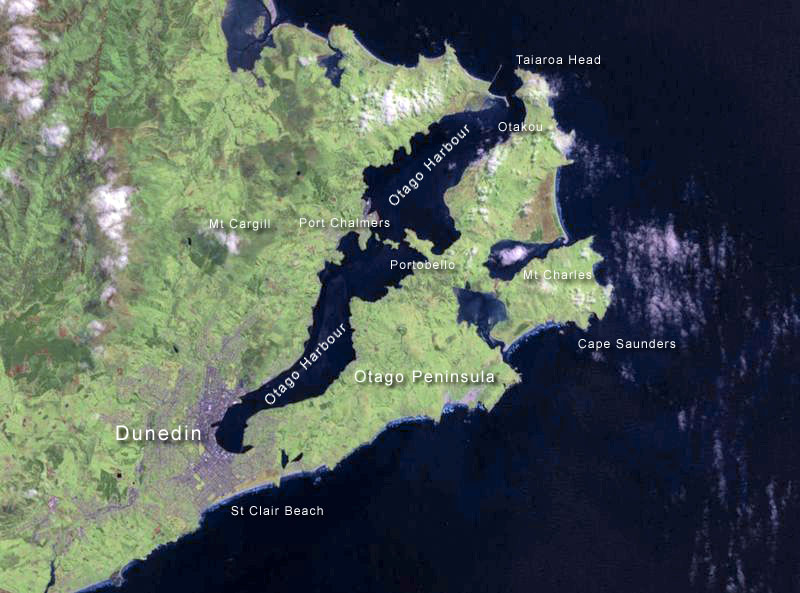
Satelitní snímek - Poloostrov Otago - město Dunedin uprostřed

Město bylo založeno v roce 1848 jako sídliště skotských přistěhovalců náležejících ke Svobodné skotské církvi (Free Church of Scotland). Jméno města Dunedin odpovídá poangličtěné formě výrazu Dùn Èideann pro hlavní město Skotska Edinburgh ve skotské gaelštině. Lze je přeložit jako „pevnost na svahu kopce“.
Dunedin se nachází ve střední části východního pobřeží poloostrova Otago okolo přístavu Otago. Přístav a kopce kolem města jsou pozůstatkem vyhaslé sopky. Předměstí se táhnou do údolí a kopců směrem k šíji poloostrova Otago a podél přístavního pobřeží i blízkého Tichého oceánu.
Centrem města je náměstí zvané Octagon, na kterém se nachází socha skotského básníka Roberta Burnse. Dunedin vykazuje doposud značný vliv skotských přistěhovalců 19. století a jejich kultury. V neposlední řadě je architektura ve městě výrazně skotského rázu.
Ve městě je několik vysokých škol včetně University of Otago a Otago Polytechnic. Dunedinská univerzita je nejstarší univerzitou Nového Zélandu, byla založena v roce 1869.
Jednou z turistických atrakcí je ulice Baldwin Street na předměstí Dunedinu, kterou místní lidé považují za nejstrměji spadající ulici světa.

## Osobnosti
- Archibald McIndoe (1900–1960) – průkopník plastické chirurgie, který za 2. světové války operoval popálené piloty RAF včetně řady českých letců

## Pamětihodnosti

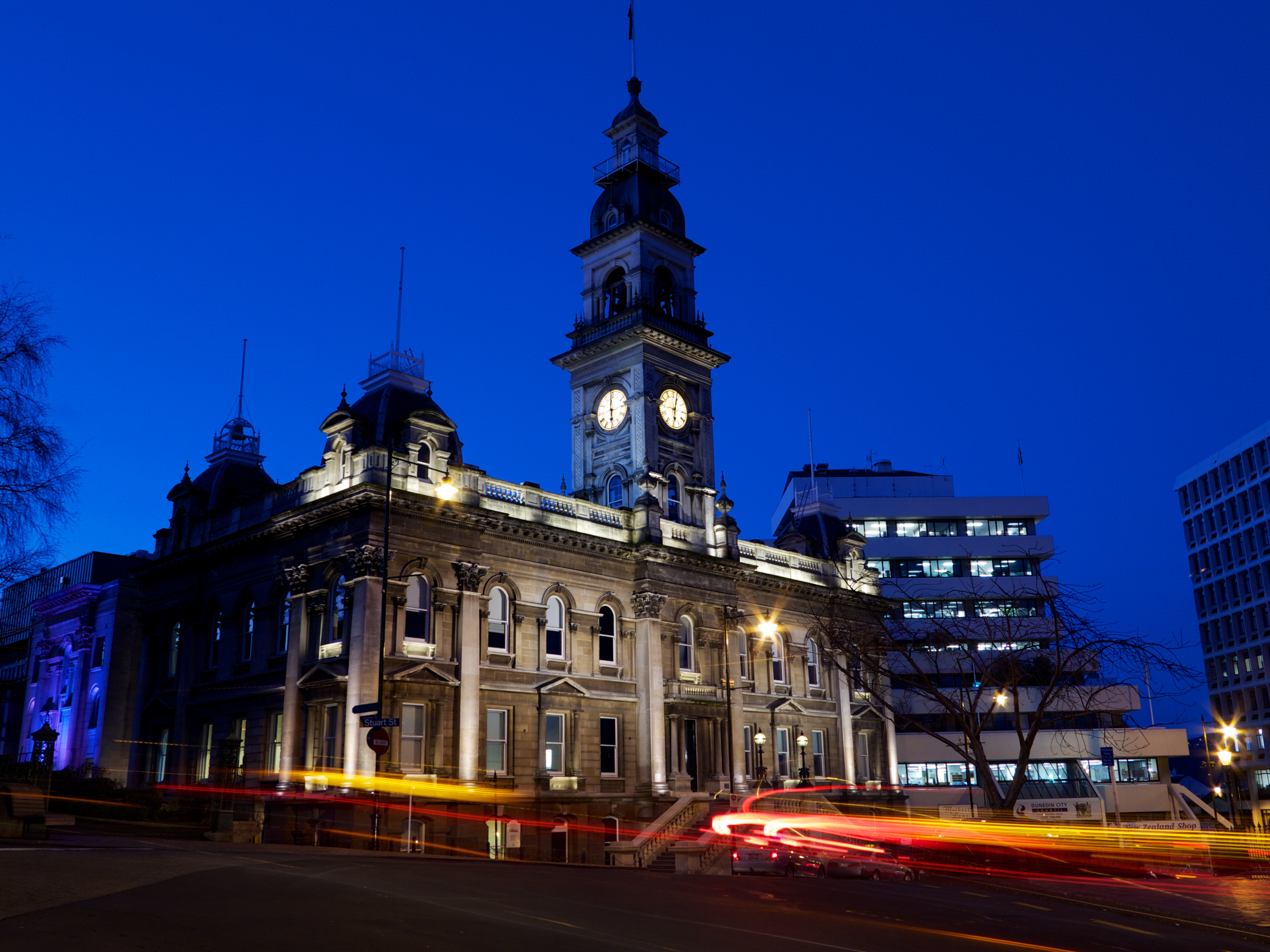
Radnice v Dunedinu
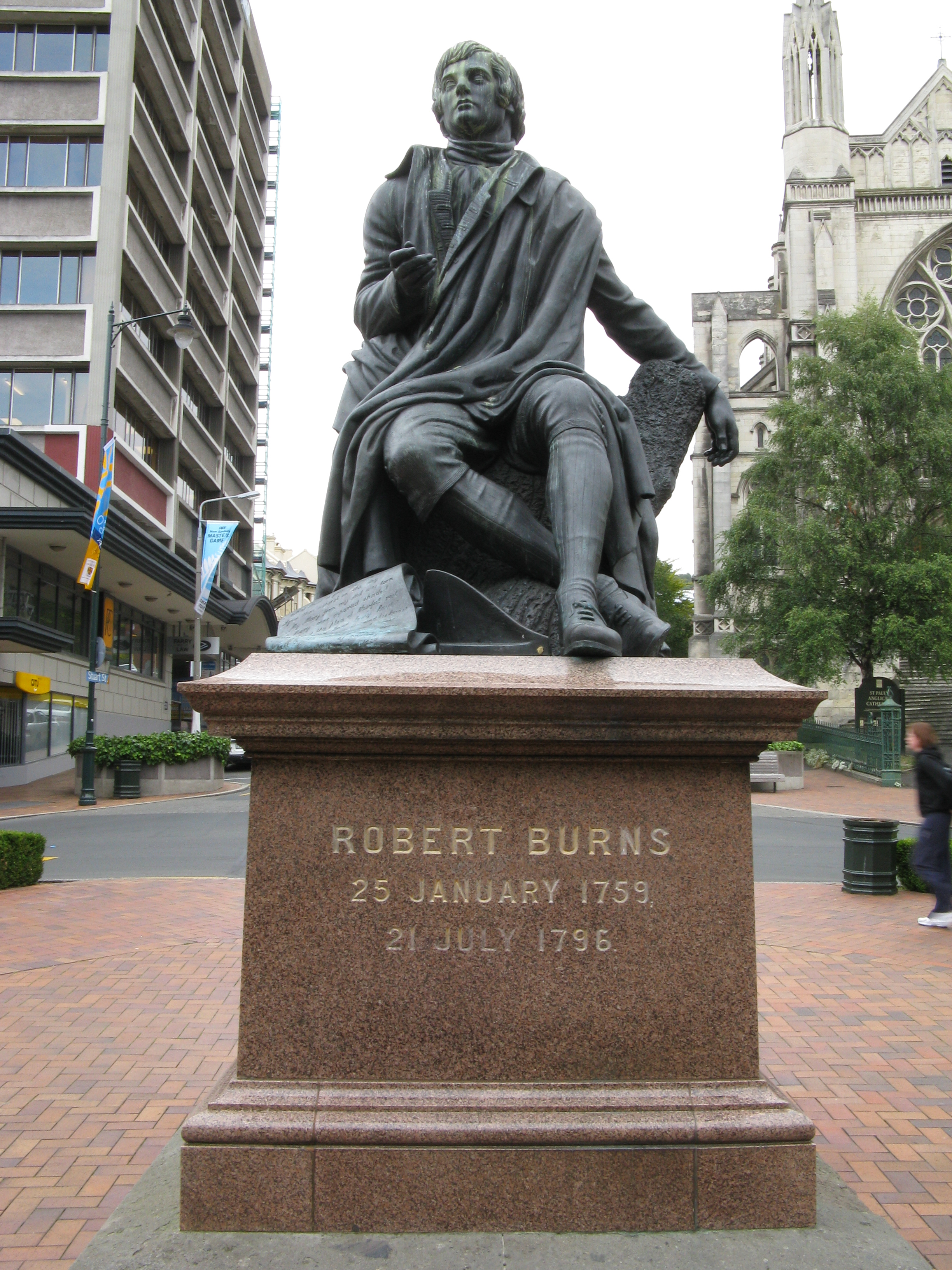
Socha skotského básníka Roberta Burnse na náměstí Octagon
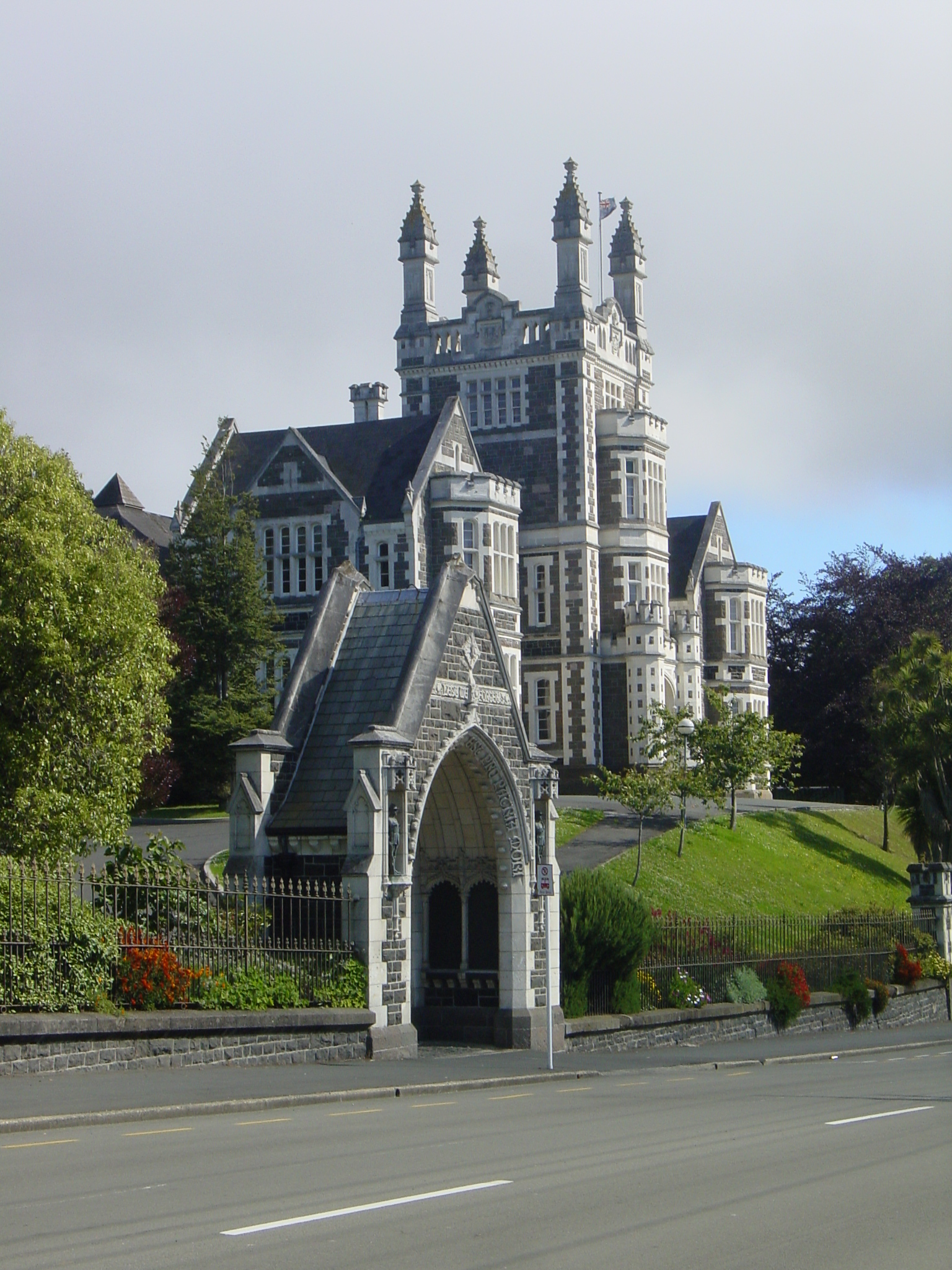
Clapecká škola v Dunedinu
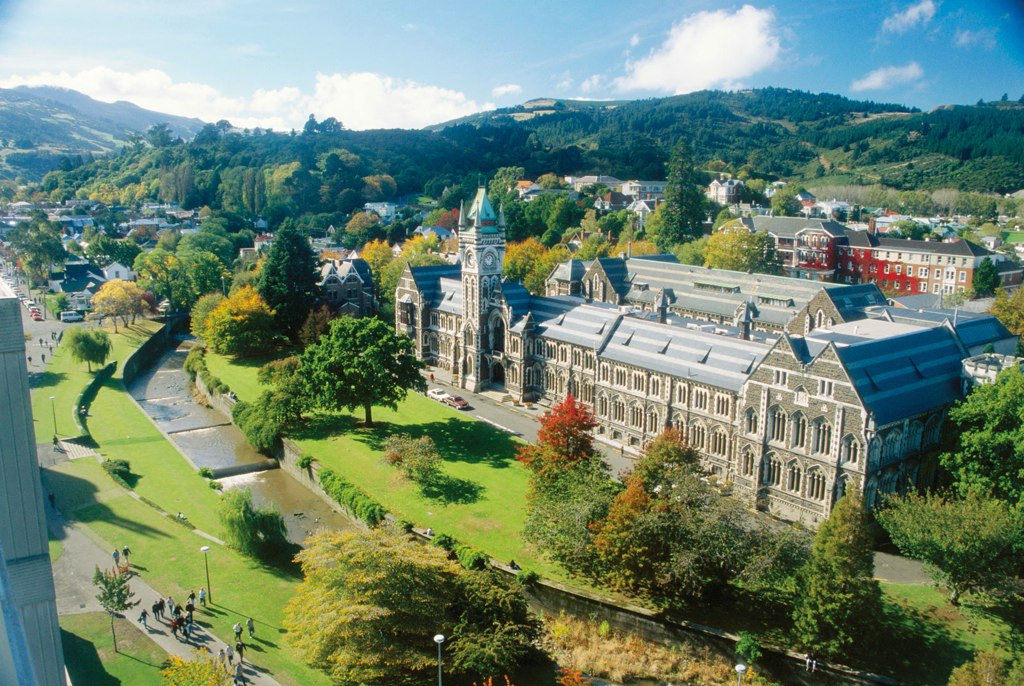
Univerzita (University of Otago) v Dunedinu
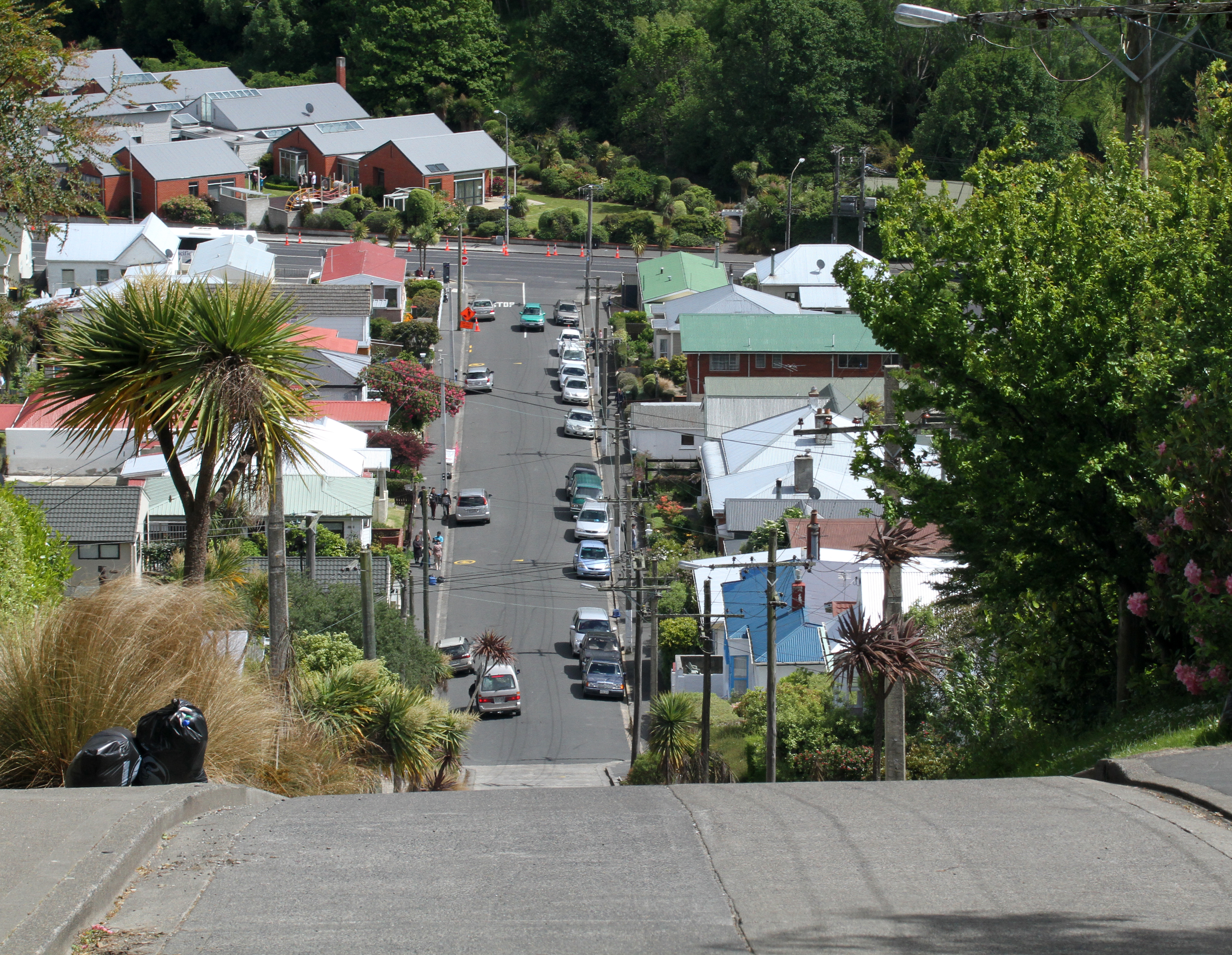
Strmá ulice Baldwin Street ze svého vrcholu

## Církevní stavby

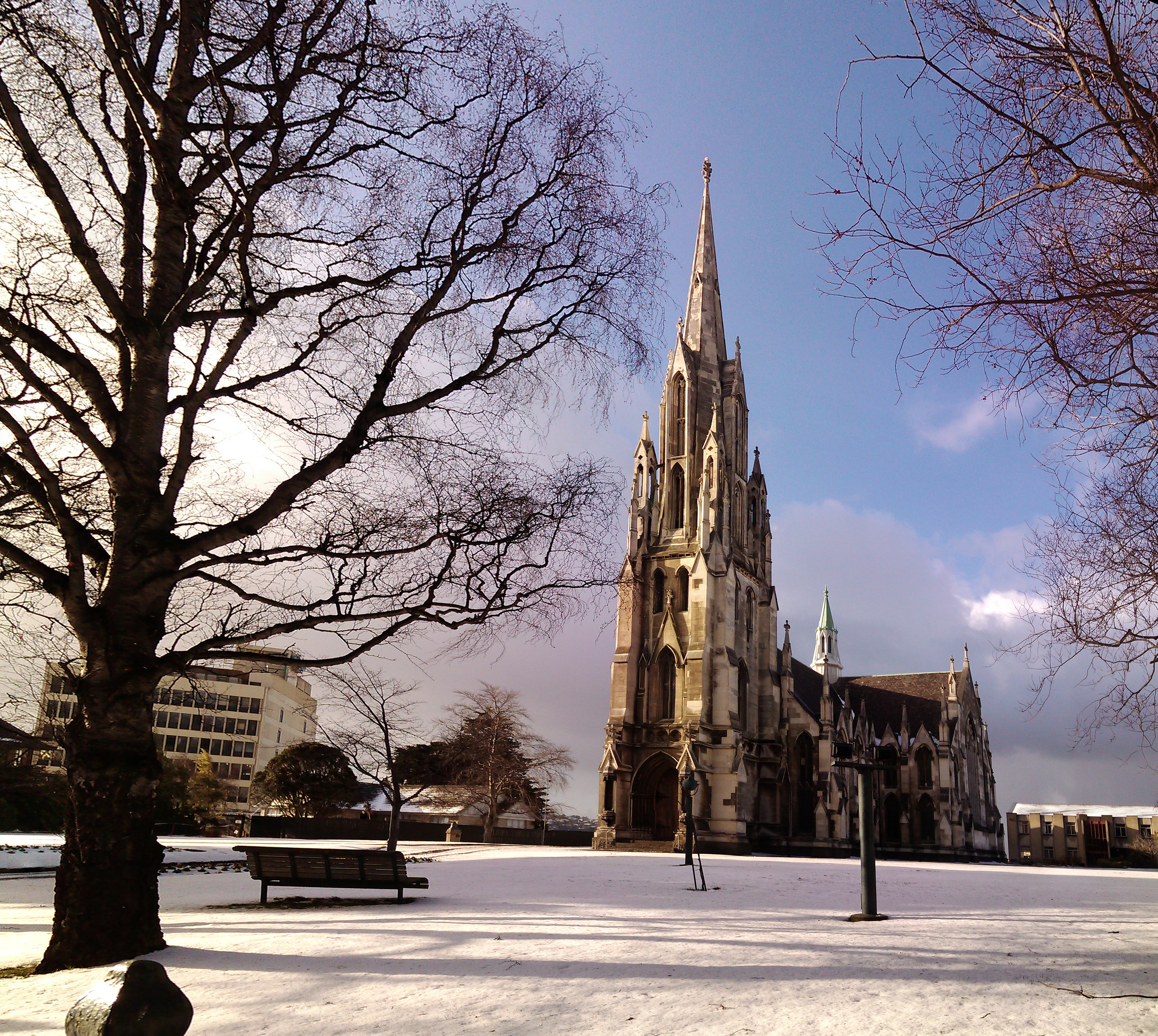
Presbyteriánský kostel - The First Church of Otago
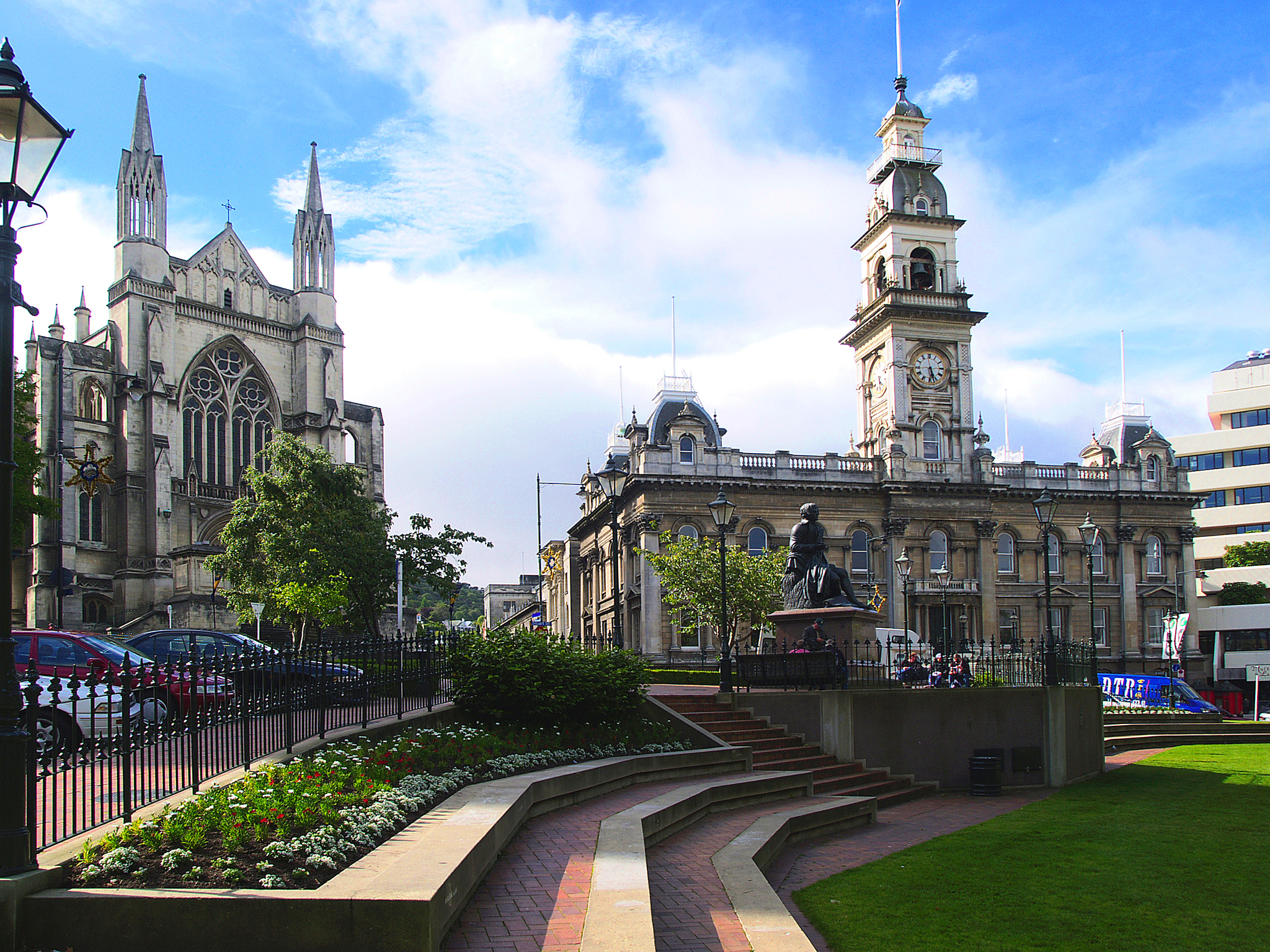
Radnice a katedrála sv. Pavla
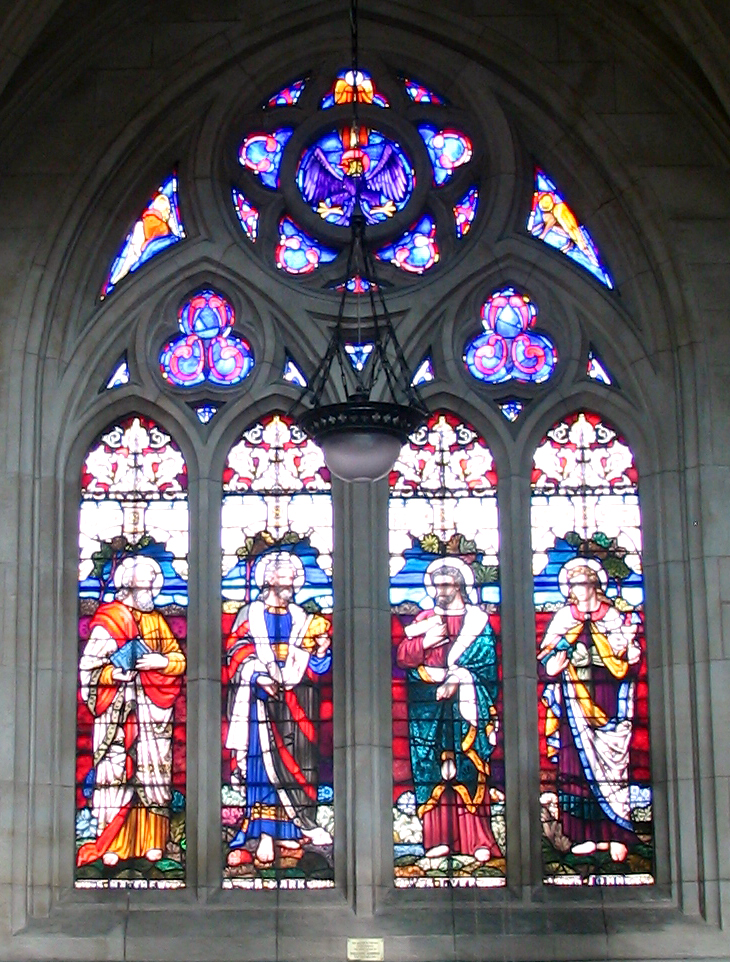
Okno v katedrále sv. Pavla
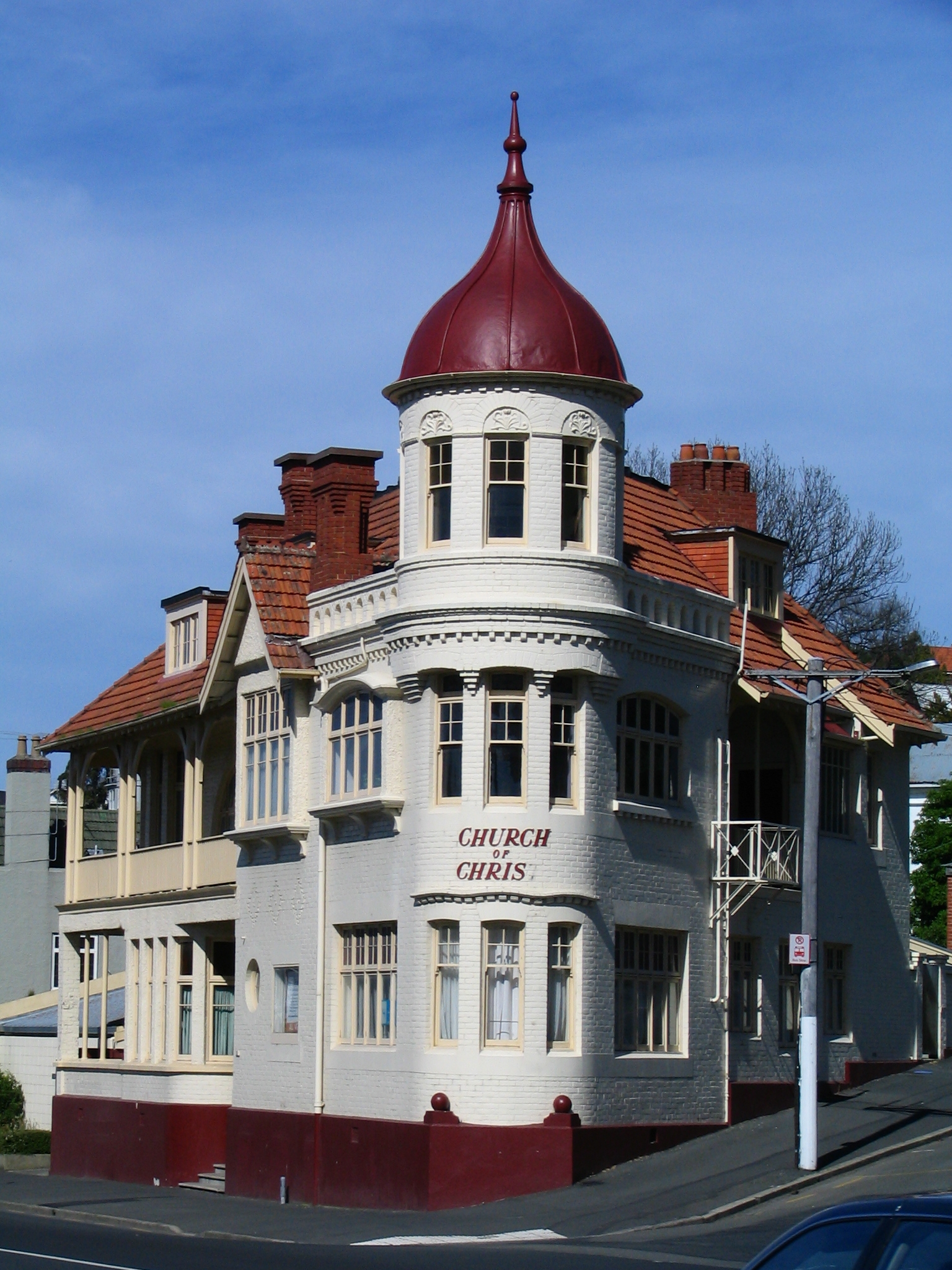
Church of Christ, George St.
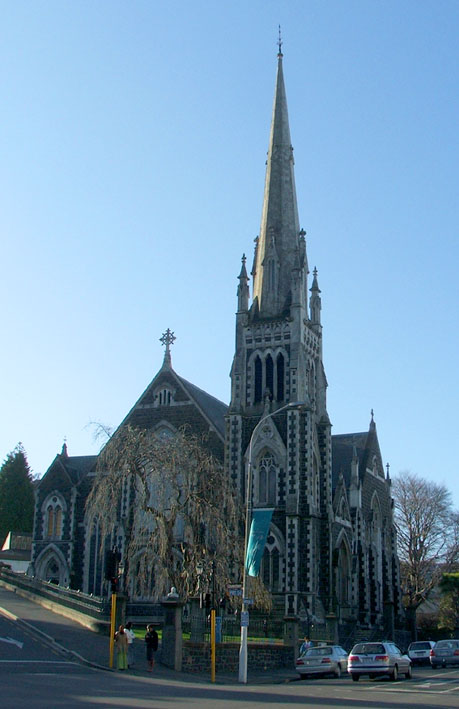
Presbyteriánský kostel - Knox Church
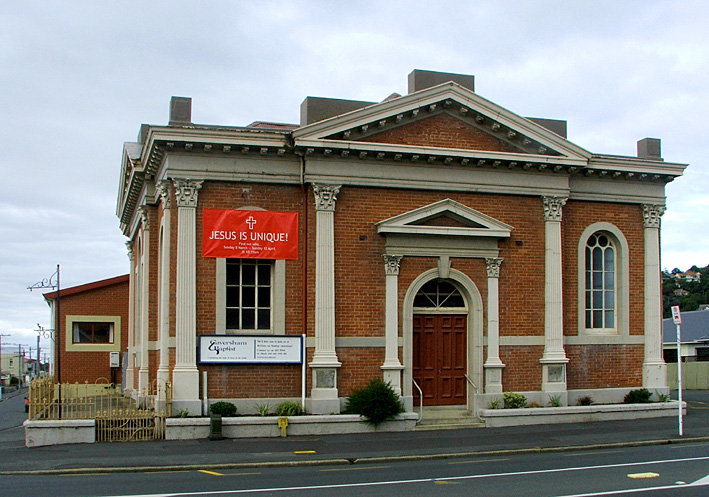
Baptistický kostel - Caversham Baptist Church
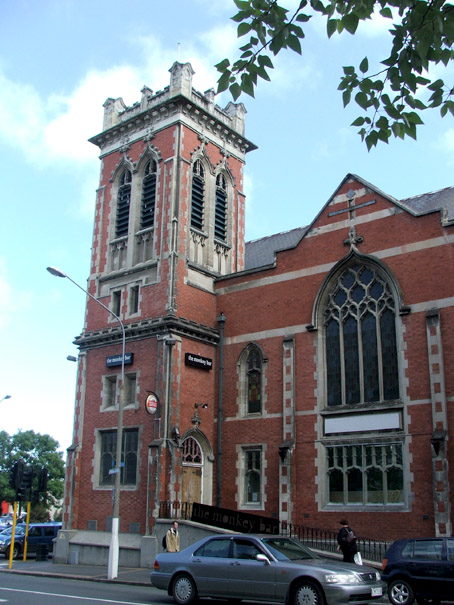
Baptistický kostel - The former Hanover Street Baptist Church
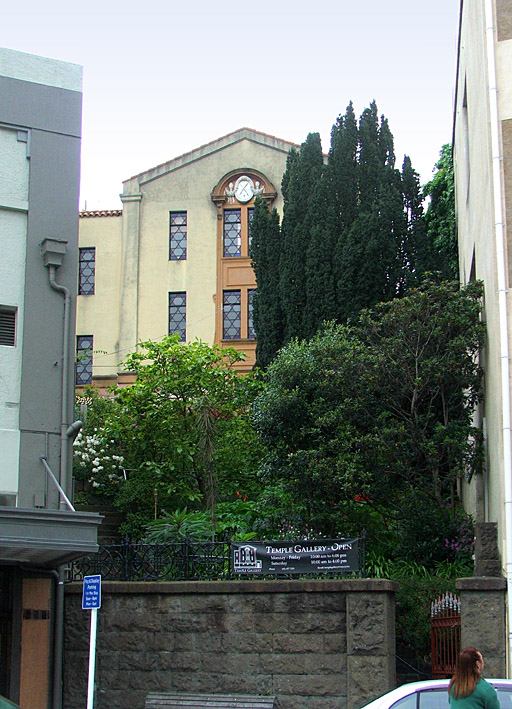
Stará synagoga